# Rhipicephalus lounsburyi
Rhipicephalus lounsburyi är en fästingart som beskrevs av Walker 1990. Rhipicephalus lounsburyi ingår i släktet Rhipicephalus och familjen hårda fästingar. Inga underarter finns listade i Catalogue of Life.